# Stadion Gradski vrt
Stadion Gradski vrt višenamjenski je stadion u Osijeku. Nalazi se u Vatrogasnom naselju, na području gradske četvrti Novi grad. Tijekom cijele svoje povijesti, sve do srpnja 2023. bio je dom NK Osijek koji se potom preselio na novoizgrađenu Opus Arenu, a danas na njemu svoje domaće utakmice igra ŽNK Osijek.

## Povijest
Na mjestu na kojem se nalazi stadion godine 1750. izgrađen je perivoj po kojem prostor i nosi ime Gradski vrt. Veličine 42.484 četvornih metara i u stilu francuske vrtne arhitekture, Gradski vrt bio je među prvim javnim perivojima u svijetu. U sklopu perivoja nalazili su se plesna dvorana u klasicističkom stilu, bolnica, glazbeni paviljon, streljana, veliki staklenik i secesijski zdenac, koji se danas nalazi uz Promenadu. Nakon Drugog svjetskog rata novouspostavljena jugoslavenska komunistička vlast je, unatoč njegovoj povijesnoj i umjetničkoj vrijednosti, uništila perivoj smatrajući ga „buržujskim” i nazadnim, želeći tako zamesti svaki trag prošlih vremena. Na tom mjestu izgrađeno je nogometno igralište, koje je s vremenom postalo stadionom potkovastog oblika i kapaciteta 15.000 gledatelja. Tadašnji Proleter, koji je dotada svoje domaće utakmice igrao na igralištu Kraj Drave, prvu je utakmicu na prostoru Gradskog vrta odigrao 7. rujna 1958. protiv tuzlanske Slobode.
S vremenom je stadion kapacitetom postao premalen za mnogobrojne navijače i gledatelje NK Osijeka, koji je nakon nekoliko neuspješnih pokušaja konačno 1977. izborio povratak u tadašnju Prvu saveznu ligu SFRJ. Zbog toga se pristupilo projektiranju novog, većeg i suvremenijeg stadiona, koji je trebao primati oko 42.000 gledatelja. Iako je bila predviđena izgradnja tri velike tribine (zapadne, sjeverne i južne), izgrađena je samo jedna (zapadna), i u takvom je obliku i stanju stadion otvoren 1979. godine. Zanimljiva je činjenica da je projektiranje i gradnja dijela stadiona realizirana za samo 76 dana. Dana 4. travnja 1982. srušen je rekord posjećenosti stadiona. Igrala se utakmica 28. kola savezne lige između Osijeka i Dinama, na kojoj se okupilo oko 40.000 gledatelja, a završila je rezultatom 1:2. 
Godine 1998. postavljeni su reflektori i sjedalice čime je kapacitet značajno smanjen, na otprilike 20.000 gledatelja. Godine 2005. obavljeno je novo uređivanje, u sklopu kojeg su ispod zapadne tribine postavljene VIP prostorije, uređena je loža čime je dodano oko 1.000 novih mjesta, a iduće godine obnovljena je atletska staza. Time je stadion, unatoč nedovršenosti, počeo ispunjavati UEFA-ine kriterije o stadionima. Iste godine, Hrvatska i Mađarska podnijele su zajedničku kandidaturu za organizaciju Europskog nogometnog prvenstva 2012. Osijek je bio među 4 hrvatska i 4 mađarska grada koji su bili predstavljeni kao mogući domaćini prvenstva. Predstavljeno je idejno rješenje za dovršetak stadiona, koji je nakon toga trebao primati oko 33.000 gledatelja raspoređenih na četiri velike i natkrivene tribine. S obzirom na to da Hrvatska i Mađarska nisu dobile organizaciju prvenstva odustalo se i od dovršetka stadiona.
U proljeće 2010. godine uoči prijateljske utakmice između Hrvatske i Walesa, koja je održana 23. svibnja, u sklopu ušminkavanja stadiona obnovljen je teren, ograde su prebojane, a sjedalice numerirane. U rujnu 2012. godine objavljeno je novo idejno rješenje problema nedovršenog stadiona, koje je predviđalo novi stadion za 15.000 gledatelja, no kao i više puta dotada, ostalo je na tome.
U veljači 2016. godine, neposredno nakon promjene vlasničke strukture u NK Osijek, počelo je do tada najozbiljnije planiranje obnove postojećeg ili izgradnje novog stadiona u Gradskom vrtu. Prema prvotnim planovima u tom razdoblju Osijek je svoje domaće utakmice trebao igrati na privremenom stadionu na Pampasu te se po završetku radova vratiti u Gradski vrt, no nakon nepovoljnih nalaza statičke analize stadiona i očekivanih poteškoća oko imovinsko-pravnih odnosa, odlučeno je ipak kako će se novi stadion i trening kamp graditi na Pampasu. U travnju 2018. predstavljen je navedeni projekt i započeli su radovi koji su potrajali do srpnja 2023. kada je novoizgrađena Opus Arena konačno otvorena. Posljednju utakmicu u Gradskom vrtu Osijek je odigrao 27. svibnja 2023., kada je upriličen emotivni oproštaj od starog doma, a pored više od 11.500 gledatelja koji su se okupili na tribinama, posljednji pozdrav stadionu uputile su i brojne klupske legende iz raznih razdoblja povijesti te sve mlade kategorije.

## Kapacitet
Stadion je kapaciteta 18.856 gledatelja. 17.876 mjesta je sjedećih, a 980 je za stajanje.

## Povezanost
| način   | postaja      | linija | udaljenost |
| ------- | ------------ | ------ | ---------- |
| tramvaj | Gradski vrt  | 2      | 420 m      |
| autobus | Delnička ul. | 7      | 90 m       |

## Galerija
- Nogometna utakmica između reprezentacija Hrvatske i Irana 2006. godine.
- Pogled na zapadnu tribinu (prije obnove atletske staze)
- Pogled na istočnu tribinu (poslije obnove atletske staze)
- Pogled na istočnu tribinu (poslije obnove atletske staze)
- Posljednja utakmica u Gradskom vrtu
- Bakljada poslije posljednje utakmice u Gradskom vrtu, 27. svibnja 2023.